# Markus Wilfling
Markus Wilfling (né en 1966 à Innsbruck) est un sculpteur autrichien.

## Biographie
De 1988 à 1989, il étudie la peinture auprès de Gerhard Lojen à la HTBLVA Graz-Ortweinschule puis de 1989 à 1993 la sculpture auprès de Bruno Gironcoli à l'académie des beaux-arts de Vienne.

## Œuvre
Markus Wilfling travaille sur les ombres, le miroir et la sculpture. En 2003, il reproduit ainsi en volume l'ombre de la tour de l'horloge de Graz. En 2007, il installe une promenade de miroirs dans la Kunsthalle de Krems.